# Nová země
Nová země (rusky Но́вая Земля́ – Novaja Zemlja, pomorsky Мáтка, Matka) je souostroví v Severním ledovém oceánu v Archangelské oblasti na severu Ruska. Odděluje Barentsovo moře na západě a Karské moře na východě. Mezi jižním pobřežím Jižního ostrova a eurasijským kontinentem se rozkládá Pečorské moře. Žije zde 2 360 obyvatel (2023).

## Geografie

Mapa Nové země

Nová země se skládá ze dvou hlavních ostrovů (Severní a Jižní) oddělených úzkým průlivem Matočkin Šar, jehož šíře se pohybuje mezi 1,6 až 2,4 km, a několika menších ostrovů (např. Meždušarskij). Celková plocha oblasti je asi 90 650 km², samotného Jižního a Severního ostrova dohromady 82 600 km². Nová země představuje zhruba 1 000 km dlouhý hornatý hřbet, protažený ve směru od jihozápadu k severovýchodu, který je de facto pokračováním 2 500 km dlouhého hřebenu Uralu, z geografického hlediska oddělujícího Evropu od Asie. Nejvyšší (bezejmenná) hora se nachází na Severním ostrově a dosahuje nadmořské výšky 1 547 m. Šířka Nové země je 40–110 km.
Na jihu Novou zemi odděluje od ostrova Vajgač úžina Karská vrata.
Na severovýchodě Severního ostrova se nachází Mys Flissingskij, což je nejvýchodnější bod Evropy.
Nová země je pokračováním vrasového oblouku Severního Uralu. Povrch je hornatý, pouze v jižní části jsou roviny.
Říční síť je velmi řídká. Řeky v zimě zamrzají až na dno.
Ve čtvrtohorách celou Novou zemi pokrýval kontinentální ledovec, v současnosti led zabírá asi 25 % povrchu. Hloubka ledu je 400–450 m.

## Podnebí
Podnebí je drsné s dlouhou, studenou zimou se silnými větry a sněhovými bouřemi. Léto je velmi krátké a chladné. Průměrná teplota na jihu je v lednu −16 °C, na severu −22 °C. V červenci je na jihu 6,4 °C a na severu 2,2 °C.

## Fauna a flóra
Severní ostrov a část Jižního ostrova patří do pásma arktických pouští, většina Jižního ostrova patří k arktické tundře. Na Severním ostrově, kde není led, roste asi 450 druhů mechů a lišejníků. Celistvá rostlinná pokrývka je jen na močálovitém území.
V údolích řek a na jižních, slunečních svazích hor rostou křoviny.
Ze zvířat je zde nejvíce lumík a polární liška, vyskytuje se zde i lední medvěd a polární sob. V létě přilétají velká hejna ptáků, nejvíce čajky a alky, a utváří velké ptačí kolonie. Na pobřeží žije tuleň a mrož. V minulosti byla na Nové zemi velká stáda sobů a jejich lov byl hlavní obživou zdejšího obyvatelstva a také hlavním důvodem poklesu jejich počtu. V současné době jsou na ostrovech sobi jen v malém množství, zejména na severním cípu v oblasti mysu Touhy a na pobřeží Karského moře na obou ostrovech.
V březnu 2021 byli na severním konci souostroví poprvé spatřeni motýli (Lepidoptera), kteří tak daleko na severu ještě nikdy nebyli zaznamenáni. Podle ruských vědců se jedná o jedinečný doklad o oteplování klimatu.

## Historie

### Nejstarší období
V mytologii Samojedů byly ostrovy známé pod jménem Sirtea, což byla země velmi malých lidí, kteří se bojí slunečního světla a žijí proto v podzemí.
Na Jižním ostrově byly objeveny dva kamenné labyrinty, staří je odhadováno na cca dva tisíce let.
Historické zmínky o souostroví pochází už z 11. století a jsou spojeny s osadníky z Novgorodu a pomorskými rybáři. Většina badatelů se ale přiklání k názoru, že Pomorové se na souostroví objevili až v 15. století. Podle ústní tradice Novgoroďané na Nové zemi těžili v blízkosti řeky Serebrjanky stříbro. Právě pověsti o stříbrných dolech Novgoroďanů vedli k založení kolonie Stroganovů na Nové zemi v době cara Ivana IV. Hrozného.

### První evropské plavby
Prvním západním Evropanem, který stanul na půdě souostroví, byl anglický mořeplavec a objevitel Hugh Willoughby v roce 1553.
V roce 1556 dosáhl anglický mořeplavec Stephen Burrough ústí řeky Pečory, kde se od pomorských rybářů dozvěděl, že severně od ostrova Vajgač existuje země, které se říká Nová země a na ní jsou vysoké hory.

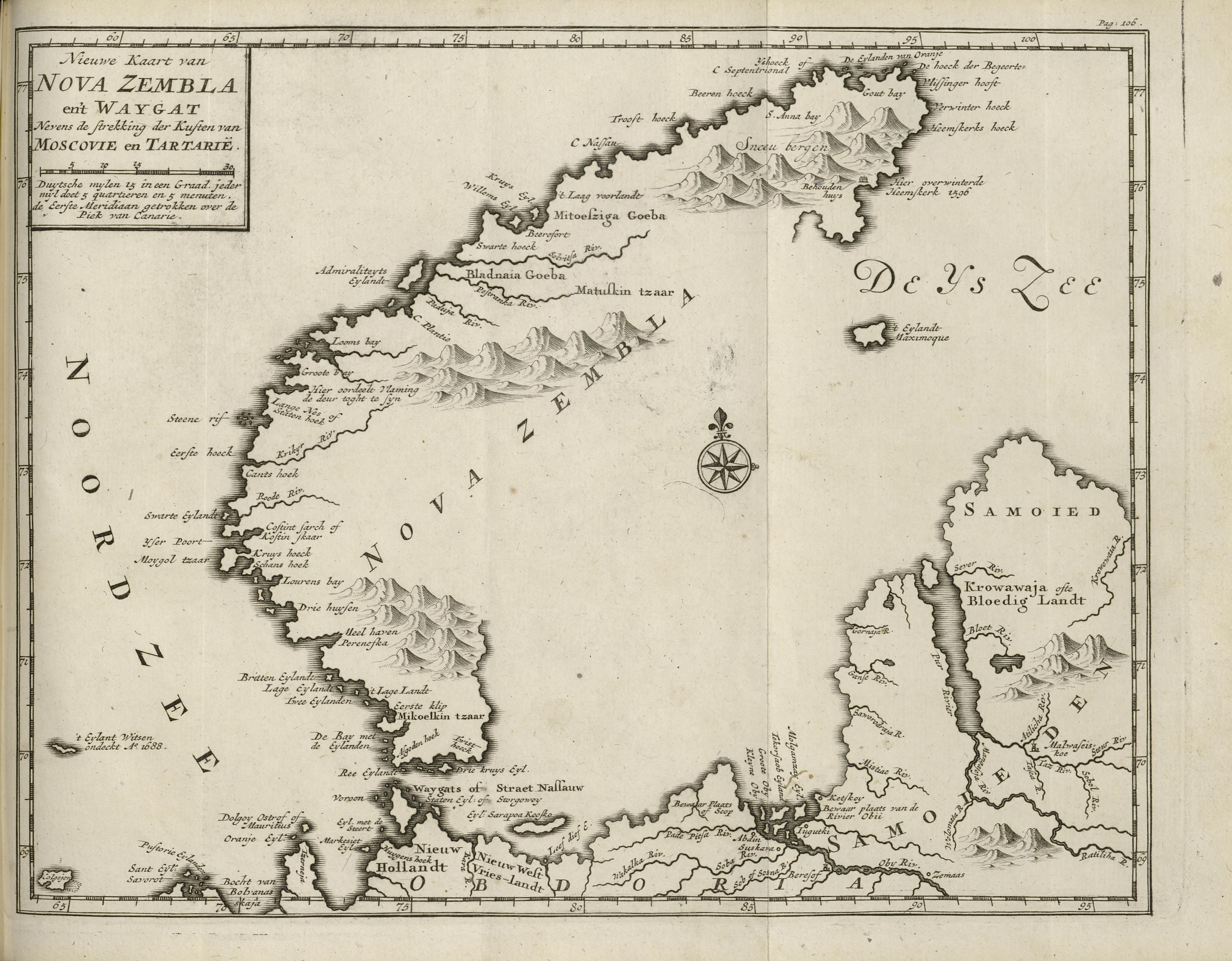
Nizozemská mapa Nové země z roku 1720

Nizozemský mořeplavec Willem Barents v roce 1594 plul podél západního pobřeží Nové země, od jihu na sever. Věřil, že Ledový mys na severu souostroví je nejsevernější mys Asie, bájný mys Tabin, za kterým se již pluje na jih do Číny. Pro nepřízeň počasí se musel vrátit. Další rok podnikl další pokus o obeplutí Nové země, tentokrát jižní cestou přes úžinou mezi Novou zemí a Vajgačem, ale nepodařilo se mu to, protože dorazil příliš pozdě a úžinu pokrýval silný, nepropustný led. V roce 1596 se vydal na palubě lodi Ledové moře obeplout Ledový mys a proniknout do Číny, ale jeho loď zamrzla v ledu a musel se svou posádkou přezimovat na Nové zemi a následující rok, se vydal neúspěšně zpět. Členové Barentsovy expedice našli stopy přítomnosti Rusů na několika místech západního pobřeží Nové země. Je zřejmé, že v 15. a 16. století Rusové často Novou zemi navštěvovali a lovili zde. Stálou rybářskou kolonii na Nové zemi založil již kolem roku 1569 Anikej Stroganov.
Ruské Pomory lákal na Novou zemi především lov – získávali zde mroží kly, kožešiny z polární lišky, medvěda, mrože, tuleně a soba. Na začátku léta se k Nové zemi vydávaly z Mezeně a Pečory rybářské lodě, kde bylo 8 až 20 námořníků. Lovili každoročně, což přispělo k vytvoření novozemských dynastií rybářů a lovců. V zimě podél pobřeží kladli pasti na polární lišky – tzv. kulemy. Aby mohli snadněji kulemy kontrolovat, stavěli si na pobřeží menší chatky pro 2–3 lidi ve vzdálenosti 10–15 km od sebe.
Na mapě vlámského kartografa Gerharda Mercatora z roku 1595 vypadá Nová země jako jeden velký ostrov nebo dokonce dlouhý poloostrov.
V roce 1651 vyslal car Alexej I. Michajlovič průzkumnou výpravu na Novou zemi pod vedením bývalého vojvody Pustozerského vojska Romana Nepljujeva a Fomy Kyrkalova, který se narodil v Mezeni a vícekrát předtím navštívil Novou zemi. Expedice dostala pokyn hledat „stříbrné a měděné rudy a ozdobné perleťové kameny“ a také „nejrůznější místa“. Na náklady Mezeně byly postaveny čtyři koče, na nichž se výprava vydala na průzkumnou plavbu, o které se dochovalo několik dokumentů v archivech. Kyrkalov ve svých záznamech uvedl: „Tato země je za mořem, není na ní ztvrdlý břeh a nejsou zde ani žádné lesy, kromě naplaveného dřeva jsou tu místa rovná a kamenitá.“ Po návratu do Moskvy začal Nepljujev organizovat další výpravu, která se vydala 3. července 1652 z Archangelsku k Nové zemi. Nejrychlejší z lodí plula napřed, aby nachystala zimoviště a uskladnila tam proviant. Bouře však tuto loď poškodila a tak zamířila do Mezeně za opravou. Nepljujevova výprava pak na Novou zemi dorazila a zjistila, že zimoviště není nachystáno a že chybí zásoby a proviant. Nepljujev se pokusil vrátit, ale jeho lodě zamrzly u ústí Pečory a výprava se proměnila v katastrofu. Sám Nepljujev zemřel na kurděje.
Nepljujevův synovec Ivan Neklydov se v 60. letech pokusil ještě o samotnou expedici, kde by našel dostatek surovin. Vydal se na Novou zemi v čele velkého oddílu, ale všichni zahynuli při pokusu o přezimování.
V roce 1671 vyšla v Paříži esej Cesta do severských zemí, jejíž autor – šlechtic z Normandie Pierre-Martin de Lamartiniere – navštívil v roce 1653 Novou zemi na lodi dánských obchodníků. Při vylodění na pobřeží Jižního ostrova se tam Dánové setkali se samojedskými lovci vyzbrojenými luky a uctívajícími dřevěné modly vztyčené na ostrově.

### 18. a 19. století
Nizozemský přírodovědec Nicolaas Witsen ve své knize Severní a východní Tartarie – první vědecké dílo v západní Evropě o Sibiři a ruském severu – píše, že car Petr I. Veliký měl v úmyslu postavit vojenskou pevnost na Nové zemi, aby mohl ovládat případný vstup do severní mořské cesty, aby tam Angličané nebo Nizozemci nemohli jen tak pronikat bez jeho svolení. Podobnou pevnost navrhoval v úžině mezi Jižním ostrovem a Vajgačem postavit již koncem 16. století Barents, měla zaručit nizozemskou nadvládu nad obchodem s Čínou přes Arktidu.
V letech 1760–1761 se Pomor Sava Loškin plavil poprvé z jihu na sever podél východního pobřeží Nové země a strávil u pobřeží Karského moře dva roky.
Při své expedici v letech 1766–1767 proplul ruský polární mořeplavec Jakov Jakovlevič Čerakin jako první průlivem Matočkin Šar, sestavil jeho popis a mapu.
V roce 1768 podnikl velkou ruskou průzkumnou výpravu navigátor Fjodor Rozmyslov a položil základy budoucího ruského výzkumu Nové země. Plavil se z Archangelsku po Matočkin Šar, kde přezimoval. Po celou zimu prováděl meteorologická pozorování a brzy na jaře geodetické práce. V létě 1769 se úžinou Matočkin Šar pokusil proniknout do Karského moře, ale podlomené zdraví jeho posádky (přišel o většinu mužů, včetně kormidelníka Jakova Čerakina), špatný stav lodě a ledové kry mu nedovolili úspěšně proplout úžinou, proto se vrátil do Archangelsku. Po návratu sepsal odbornou studii o geografii Nové země.
V roce 1806 vyčlenil kancléř N.P. Rumjancev velké finanční prostředky na hledání stříbrné rudy na Nové zemi. Vedením expedice byl pověřen zkušený hornický úředník Vasilij Ludlov. S ním v červnu 1807 vyplula jednostěžňová šalupa Včela, na níž byli dva zkušení horníci a jedenáct členů posádky. Prozkoumali ostrov Meždušarskij a navštívili pomorský rybářský tábor Volkovo. Při prozkoumávání ostrovů v průlivu Kostin Šar objevili ložiska vápence. Provedli přesné měření zeměpisné šířky a když nenašli žádná ložiska stříbrné rudy, v polovině srpna odpluli do Archangelsku.
Během let 1821–1824 bylo zmapováno celé západní pobřeží. První stálá osada Malé Karmakuly byla založena roku 1870 a do roku 1926 byla hlavním městem. V 70. letech 19. století ruská vláda podporovala ruské osadníky a Něnce, aby se na souostroví usazovali. Ruská vláda tak chtěla předejít tomu, aby na neobydlené ostrovy vzneslo nárok Norsko. Prvním stálým obyvatelem souostroví byl Foma Vylka, který se na Novou Zemi přestěhoval v roce 1869 se svou manželkou a čtyřmi dětmi.
V roce 1909 dorazil na Novou Zemi polárník Vladimir Rusanov, který prozkoumal celé souostroví a sestavil přesný kartografický popis souostroví.
V roce 1910 byla na Severním ostrově založena v zátoce Krestovaja osada Olginskij, která se stala v té době nejsevernějším (74 ° 08 ′ s. š.) osídlením Ruské říše. Do té doby všechny osady na souostroví měly za obyvatele přesídlené Něnce. Olginskij byl první ruskou osadou, kde v roce 1910 žilo 16 osob ruské národnosti. Na celém souostroví v tu dobu žilo 115 lidí.
Expedice Nová země z roku 1911, která prozkoumávala Jižní ostrov, narazila na zaniklou osadu ruských rybářů, jejíž existence do té doby nebyla známá. Rybářská vesnice se nacházela v dosud nepojmenované zátoce, nikde nebyla na mapách zanesena. Byly objeveny lidské lebky, kostry a kosti roztroušené všemi směry. V zaniklé osadě stály kříže, pozůstatky hřbitova, který byl již rozpadlý a zcela zchátralý. Nápisy na křížích byly již zcela nečitelné. Celkově zde expedice nalezla ostatky asi 13 lidí.
V roce 1912 vyšly v ruském tisku poznámky Nikolaje Natalina, který byl jedním z geologů pátrajícím na Nové Zemi po ložiscích mědi. Natalin si stěžoval, že Rusové souostroví zanedbávají, obával se Norů, kteří prováděli aktivní politiku vůči Nové Zemi, rychle osídlovali arktické souostroví a na ostrovech zakládali rozptýlené norské osady.

### Sovětské období
Se souhlasem sovětských úřadů v roce 1921 prozkoumala Novou Zemi norská geologická expedice Olafa Holtendhala. Expedice prošla úžinou Matočkin Šar, prostudovala Mašiginský záliv a zmapovala několik ostrovů. Holtendahl uskutečnil lyžařskou výpravu přes ledovec. V důsledku expedice byly do konce 20. let 20. století připraveny dvě rozsáhlé publikace o flóře a fauně Nové země. Byly poprvé také pozorovány změny v tání ledovců na fotografiích Holtendhala z roku 1921 a Rusanova z roku 1909.
15. března 1925 se na ostrovech konaly první sovětské volby.
Před vypuknutím druhé světové války bylo na souostroví 12 trvale osídlených osad. 18. srpna 1942 vznikla na souostroví námořní základna, která spadala pod Bělomořskou flotilu Severního loďstva. 25. září 1942 bylo otevřeno vojenské letiště Rogačevo. V září 1942 v okolí souostroví kladl minová pole německý těžký křižník Admiral Hipper, což je jediný případ v německém námořnictvu, kdy byl pro tyto účely použit těžký křižník. V létě 1943 se k Nové zemi dostala v utajení německá ponorka U-703 s automatickou meteorologickou stanicí, která zřídila tajné zařízení Gerhard (WFL 25), jež předávalo šifrované zprávy německé námořní meteorologické službě. O rok později se k Nové zemi dostala modernější ponorka U-387, která zřídila další tajnou meteorologickou stanici Erich (WFL 32).
Od roku 1954 byla část území obou ostrovů používána jako hlavní sovětská jaderná střelnice a obyvatelstvo bylo díky tomu v roce 1957 přestěhováno na pevninu.

### Současnost
Dne 28. prosince 2020 se v Barentsově moři nedaleko Nové Země potopila ruská rybářská loď Oněga, která se plavila v arktických mořích od roku 1979 a patřila Kalininovu rybářskému kolchozu v Archangelské oblasti. 2 rybáře se podařilo zachránit, 17 námořníků zahynulo. Zachránění námořníci vypověděli, že posádka před neštěstím vytahovala z moře náklad chycených ryb. Kvůli námraze na straně, na níž byly ryby vytažené, a hmotnosti úlovku loď ztratila stabilitu a naklonila se. Přes palubu se přehnala velká vlna a loď se potopila. Bylo to tak rychlé, že posádka nestačila použít záchranné prostředky a spustit záchranné čluny. Dne 4. ledna 2021 bylo pátrání po přeživších zastaveno - loď ani 16 ztracených rybářů se nepodařilo najít.

## Atomové testy

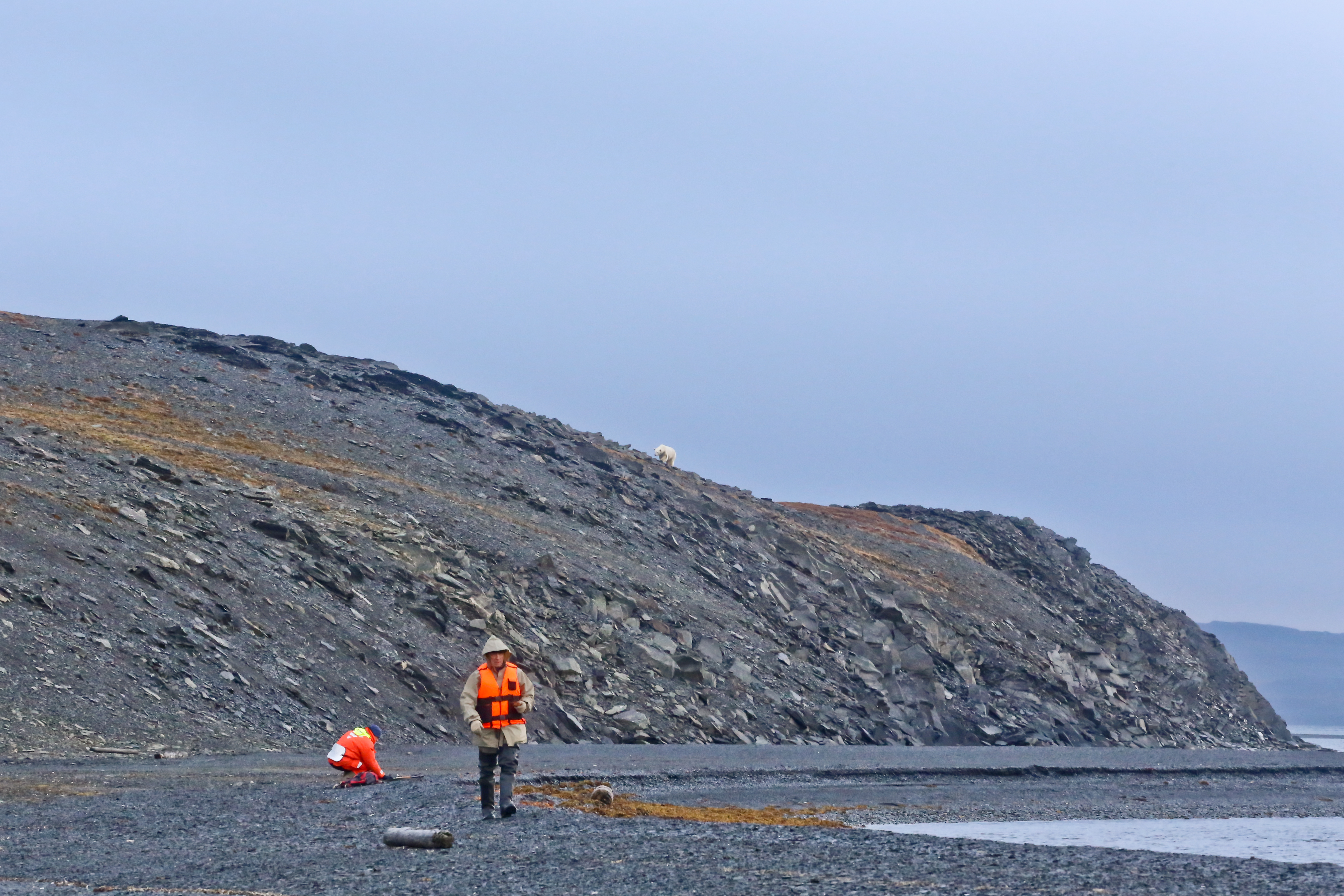
Ruští vědci odebírají vzorky na pobřeží v zálivu Stepovoj, v pozadí je pozoruje lední medvěd (rok 2014)

V důsledku vybudování severní novozemské jaderné střelnice bylo z ostrova vykázáno asi 100 zde žijících rodin. Dne 30. října 1961 tu byla odpálena bomba Car – nejničivější jaderná zbraň, která kdy byla v historii lidstva odpálena. Síla výbuchu dosáhla ekvivalentu přibližně 55 Mt TNT. Výbuch vytvořil 8 km širokou ohnivou kouli a záblesk byl viditelných na místech tisíc kilometrů vzdálených. 64 km vysoký atomový hřib dosáhl mezosféry a jeho šířka byla téměř 100 km. Na Nové zemi byly všechny vesnice, ze kterých bylo obyvatelstvo nedobrovolně vystěhováno, srovnány se zemí. Škody byly dokonce hlášeny i ze stovky kilometrů vzdálených měst. Ve stejném roce zde došlo k celkem dvaceti atmosférickým testům jaderných pum a na souostroví byla naměřena nejvyšší radioaktivita, i když bomba Car byla jak nejsilnější, tak i kupodivu nejčistší odpálenou bombou (co se radiace týče).
V období mezi 21. zářím 1955 a 24. říjnem 1990 (do vyhlášení dnešního moratoria) bylo na Severní střelnici provedeno 132 jaderných výbuchů: 87 v atmosféře (z toho 84 ve vzduchu), 1 pozemní (7. září 1957), 2 výbuchy nad vodou (27. října 1961 a 22. srpna 1962), 3 podvodní (21. září 1955, 10. září 1957, 23. září 1961) a také 42 podzemních jaderných výbuchů.
Velitel jaderného polygonu Andrej Sanicyn v září 2024 oznámil, že polygon je kdykoliv připraven s novými jadernými testy, pokud k tomu z Moskvy přijde pokyn.

## Likvidace radioaktivního odpadu
Kromě zkoušek jaderných zbraní sloužila Nová země v letech 1957–1992 k likvidaci kapalného a pevného radioaktivního odpadu. Odpad nebyl dáván na pevninu, ale do pobřežních vod přímo přiléhajících k východnímu pobřeží. Převážně se jednalo o kontejnery s vyhořelým jaderným palivem (v některých případech se jednalo i o celá zařízení reaktoru) z ponorek a hladinových lodí sovětské severní flotily a jaderných ledoborců.
V letech 1992–1994 byla za účelem hodnocení stupně znečištění vyslána mezinárodní expedice za účasti specialistů z Norska, aby vyhodnotila míru znečištění a navrhla řešení. Od roku 2002 ruské ministerstvo pro mimořádné události každoročně monitoruje stav odpadu na Nové zemi. Od roku 2012 se monitorování účastní i norští experti.

## Osady

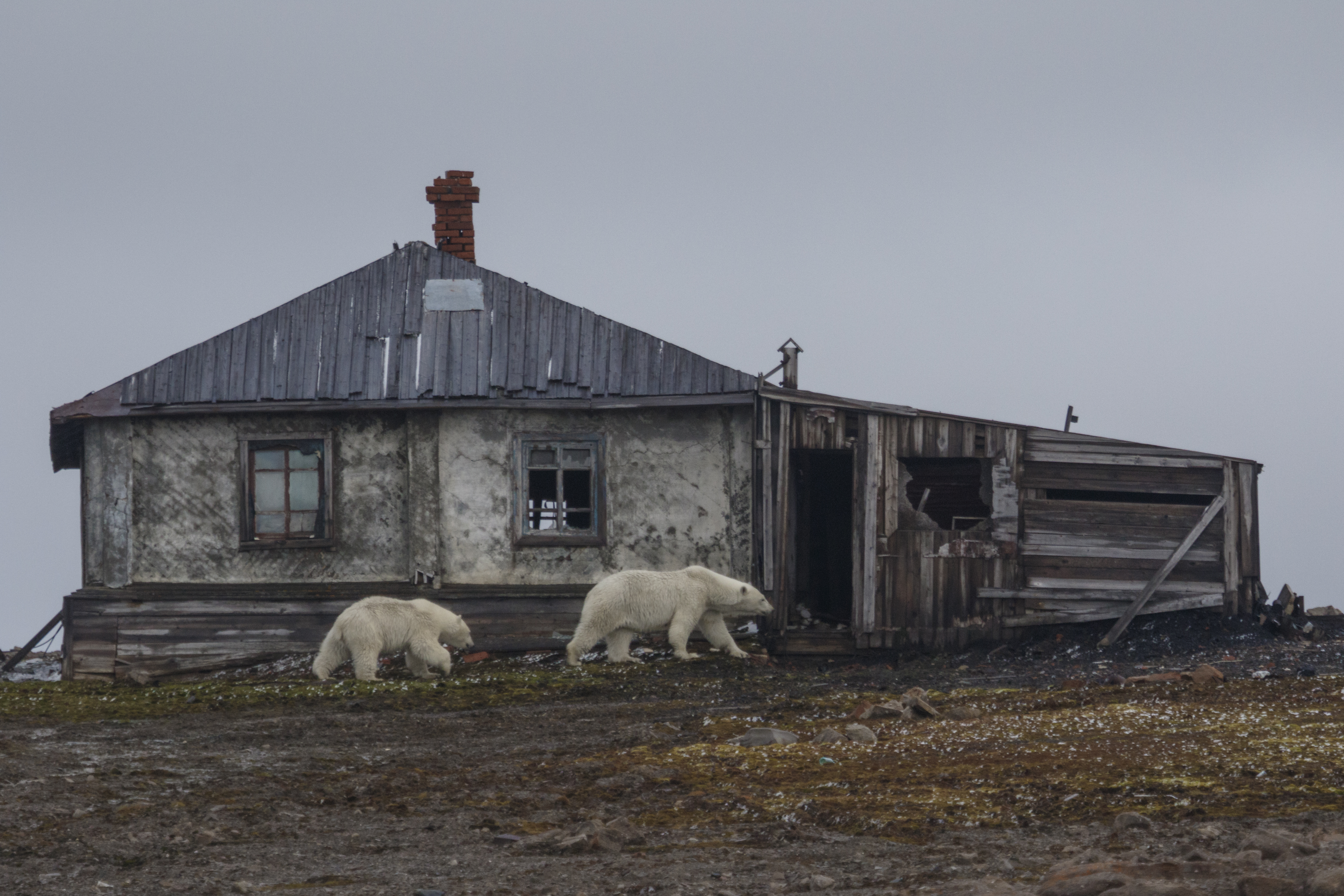
Lední medvědi na severní části Nové země (rok 2015)

Na Jižním ostrově se nacházejí osady Belušja Guba (2 060 obyvatel), Rogačovo (300 obyvatel), Stolbovoj a Krasino (bez trvalého osídlení). Severní ostrov není trvale obydlen. Na počátku února roku 2019 zkomplikoval život obyvatelům Jižního ostrova nadměrný výskyt ledních medvědů, kteří pronikli do osad a v některých případech až do lidských obydlí.

## Projekt Pavlovskoje
V oblasti Pavlovského na Jižním ostrově Nové země byly na podzim 2020 vyvrtány ověřovací vrty pro budoucí těžbu olova, zinku a stříbra. Ruská státní jaderná společnost Rosatom chce modernizovat infrastrukturu ostrova, vybudovat přístavní budovy a z Pavlovskoje oblasti vytvořit během několika let jednu z největších produkcí olova a zinku na světě.
Nerostné suroviny v oblasti Pavlovského byly objeveny v roce 2001, předpokládalo se, že nejpozději od roku 2019 se začne s těžbou. Tento termín se nestihl. Do projektu se zapojuje nejen ruská vláda, ruské firmy, ale také finská těžařská společnost Outotec, která se stala klíčovým ruským partnerem v těžbě na Nové zemi. Předpokládá se, že od roku 2023 se bude zpracovávat 3,5 milionu tun rudy a plný provoz je naplánován od roku 2025. V únoru 2021 byl zveřejněn první odhad nerostných zdrojů v Pavlovském ložisku - odhaduje se zde 55 milionů tun rudy s příměsí zinku, 430 000 tun olova a 30,3 milionu uncí stříbra.
V březnu 2022 společnost Glavgosexpertiza schválila výstavbu přístavního komplexu, který si vyžádá investici 78,6 miliard rublů, hotov by měl být do roku 2037 a pracovat by v něm bylo 2000 zaměstnanců. V srpnu 2022 ruský premiér Michail Mišustin schválil výstavbu námořního terminálu v oblasti Pavlovského, tento terminál má být důležitým bodem rozvoje severní mořské cesty. Terminál má být vybudován v letech 2025/2026.